# Tachopteryx thoreyi
Tachopteryx thoreyi is een echte libel uit de familie van de Petaluridae.
De soort staat op de Rode Lijst van de IUCN als niet bedreigd, beoordelingsjaar 2007, de trend van de populatie is volgens de IUCN stabiel.
De wetenschappelijke naam van de soort werd in 1858 gepubliceerd door Hermann August Hagen.